# Ridderorden in Hawaï

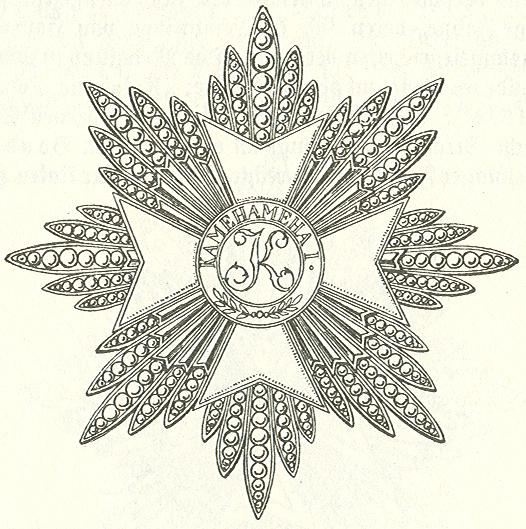
Koning Kamehameha I koos voor zijn Ridderorde een ster naar Europees model.

Als koninkrijk nam Hawaï het Europese systeem van Ridderorden, Huisorden en medailles over. De eerste van deze onderscheidingen was de op 11 april 1865 ingestelde Orde van Kamehameha I. In de daaropvolgende 21 jaar volgden nog meerdere onderscheidingen.

## Koninklijke Orden van Hawaï
- Koninklijke Orde van Kamehameha I
- Koninklijke Orde van Kalakaua I
- Koninklijke Orde van Kapiolani
- Huisorde van de Kroon van Hawaï
- Koninklijke Orde van de Ster van Oceanië